# Unni
Unni (zm. 17 września 936 roku w Birce) – arcybiskup Hamburga-Bremy od 918 roku, apostoł Skandynawii.

## Życie
Unni prawdopodobnie pochodził z jednej z możnych rodzin saskich (Immedingów – potomków Widukinda – lub Billungów). Był benedyktyńskim mnichem w Korvey. W 918 roku został mianowany przez króla Niemiec Konrada I arcybiskupem Hamburga-Bremy, mimo iż kler i ludność diecezji wskazali innego kandydata. Początkowo objęta przezeń diecezja była zagrożona ze strony Duńczyków rządzonych przez Gorma Starego i nie mógł prowadzić misji na północy, wcześniej kierowanych przez jego poprzedników (m.in. Ansgara), a porzuconych w poprzednich dziesięcioleciach na skutek wojen. Dopiero gdy w 934 roku król Henryk I Ptasznik pokonał Gorma, Unni podjął misję ewangelizacyjną w Skandynawii. Za zgodą króla osobiście wyruszył do Danii, gdzie zyskał zapewnienie opieki dla chrześcijan u syna Gorma Starego Haralda Sinozębego (choć on sam jeszcze wówczas się nie ochrzcił); następnie udał się do Szwecji. Podczas tej wyprawy zmarł w mieście Birka. Jego ciało zostało tam pochowane, z wyjątkiem głowy, która miała być zabrana przez jego towarzyszy podróży i pochowana pod ołtarzem katedry w Bremie. Unni zyskał miano "trzeciego apostoła Północy", został także uznany za świętego.